# 澳門2004年度頒授勳章、獎章和獎狀名單
澳門特別行政區2004年度勳章、獎章和獎狀名單於2004年12月19日由行政長官何厚鏵簽署行政命令，在《澳門特別行政區政府公報》公布，共有35位在個人成就、社會貢獻或服務澳門特別行政區方面有傑出表現的個人或實體獲授勳。而頒授典禮於2005年1月21日下午在澳門文化中心大劇院舉行。

## 授勳名單

### 榮譽勳章
金蓮花榮譽勳章
- 劉焯華，澳門立法會副主席

銀蓮花榮譽勳章
- 阮子榮
- 唐堅謀，澳門市販亙助會會長
- 馮金喜，澳門漁民亙助會理事長

### 功績勳章
專業功績勳章
- 王念黎
- 崔世平，澳門科學技術協進會會長
- 華年達，資深大律師
- 澳門管理專業學會

工商功績勳章
- 賀定一，澳門廠商聯合會副會長
- 黃志成，澳門廠商聯合會副理事長
- 劉永誠

旅遊功績勳章
- 澳門中華媽祖基金會
- 澳門鮮魚行總會醉龍隊

教育功績勳章
- 林顯富，菜農子弟學校校長
- 胡意清，聖德蘭學校校長
- 區金蓉，嶺南中學校長
- 楊秀玲，澳門大學教授

文化功績勳章
- 李觀鼎，澳門大學教授、澳門筆會理事長
- 周仕利，澳門藝穗會會長

仁愛功績勳章
- 菲能地，澳門傷殘人士協會主席
- 工人醫療所

體育功績勳章
- 邱武邦，勞工子弟學校體育教師
- 中國-澳門汽車會

### 傑出服務獎章
勞績獎章
- 冼傑生
- 鄺源才
- 治安警察局銀樂隊

### 獎狀
榮譽獎狀
- David Tavares Lopes

功績獎狀
- 方約翰
- 艾明達
- 李雅穎
- 馬偉達
- 梁嘉詠
- 許健華
- 陳輝陽
- 黃清怡